# Campeonato Mundial de Natação em Piscina Curta de 2021 - 100 m costas masculino
A prova dos 100 metros nado costas masculino do Campeonato Mundial de Natação em Piscina Curta de 2021 foi disputado entre 16 e 17 de dezembro de 2021, na Etihad Arena, em Abu Dhabi, nos Emirados Árabes Unidos.

## Recordes
Antes desta competição, os recordes mundiais e do campeonato nesta prova eram os seguintes:
|                       | Nome             | Nacionalidade  | Tempo | Local   | Data                   |
| --------------------- | ---------------- | -------------- | ----- | ------- | ---------------------- |
| Recorde mundial       | Coleman Stewart  | Estados Unidos | 48.33 | Nápoles | 29 de agosto de 2021   |
| Recorde do campeonato | Stanislav Donets | Rússia         | 48.95 | Dubai   | 19 de dezembro de 2010 |

## Medalhistas
| Ouro               | Prata              | Bronze              |
| Shaine Casas (USA) | Kliment Kolesnikov | Robert Glință (ROU) |

## Resultados

### Eliminatórias
As eliminatórias ocorreram dia 16 de dezembro com um total de 56 nadadores.
| Colocação | Bateria | Raia | Nadador                | Nacionalidade              | Tempo   | Notas            |
| --------- | ------- | ---- | ---------------------- | -------------------------- | ------- | ---------------- |
| 1         | 4       | 3    | Kacper Stokowski       | Polónia                    | 50.38   | Q                |
| 1         | 4       | 4    | Guilherme Guido        | Brasil                     | 50.38   | Q                |
| 3         | 6       | 0    | Shaine Casas           | Estados Unidos             | 50.40   | Q                |
| 3         | 6       | 6    | Lorenzo Mora           | Itália                     | 50.40   | Q                |
| 5         | 4       | 5    | Pavel Samusenko        | Federação Russa de Natação | 50.52   | Q                |
| 6         | 6       | 4    | Kliment Kolesnikov     | Federação Russa de Natação | 50.55   | Q                |
| 7         | 5       | 5    | Apostolos Christou     | Grécia                     | 50.80   | Q                |
| 8         | 5       | 4    | Robert Glință          | Roménia                    | 50.83   | Q                |
| 9         | 6       | 5    | Christian Diener       | Alemanha                   | 50.88   | Q                |
| 10        | 5       | 3    | Gabriel Fantoni        | Brasil                     | 50.92   | Q                |
| 11        | 5       | 6    | Thomas Ceccon          | Itália                     | 51.01   | Q                |
| 12        | 5       | 2    | Tomáš Franta           | Chéquia                    | 51.04   | Q                |
| 13        | 6       | 1    | Armin Evert Lelle      | Estónia                    | 51.09   | Q,               |
| 14        | 6       | 3    | Radosław Kawęcki       | Polónia                    | 51.25   | Q                |
| 15        | 6       | 7    | Hugo González          | Espanha                    | 51.35   | Q                |
| 16        | 4       | 7    | Markus Lie             | Noruega                    | 51.46   | DES              |
| 16        | 6       | 2    | Yohann Ndoye Brouard   | França                     | 51.46   | DES              |
| 18        | 5       | 0    | Mewen Tomac            | França                     | 51.50   |                  |
| 18        | 5       | 7    | Jan Čejka              | Chéquia                    | 51.50   |                  |
| 20        | 4       | 2    | Ole Braunschweig       | Alemanha                   | 51.87   |                  |
| 21        | 5       | 1    | Rasim Oğulcan Gör      | Turquia                    | 51.92   |                  |
| 22        | 5       | 9    | Ádám Telegdy           | Hungria                    | 52.07   |                  |
| 23        | 3       | 4    | Roman Mityukov         | Suíça                      | 52.19   |                  |
| 24        | 4       | 6    | Viktar Staselovich     | Bielorrússia               | 52.25   |                  |
| 25        | 4       | 1    | Yeziel Morales         | Porto Rico                 | 52.26   |                  |
| 26        | 5       | 8    | Won Young-jun          | Coreia do Sul              | 52.54   |                  |
| 27        | 4       | 8    | Francisco Santos       | Portugal                   | 52.78   |                  |
| 28        | 4       | 9    | Srihari Nataraj        | Índia                      | 52.81   | Recorde nacional |
| 29        | 3       | 9    | Jack Kirby             | Barbados                   | 52.82   | Recorde nacional |
| 30        | 6       | 8    | Ronny Brännkärr        | Finlândia                  | 52.90   |                  |
| 31        | 6       | 9    | Lau Shiu Yue           | Hong Kong                  | 52.96   |                  |
| 32        | 3       | 6    | Kaloyan Levterov       | Bulgária                   | 53.21   |                  |
| 33        | 3       | 2    | Song Yukuan            | China                      | 53.54   |                  |
| 34        | 2       | 5    | Max Mannes             | Luxemburgo                 | 53.63   |                  |
| 35        | 2       | 3    | Jerard Jacinto         | Filipinas                  | 53.69   | Recorde nacional |
| 36        | 4       | 0    | Michael Laitarovsky    | Israel                     | 53.82   |                  |
| 37        | 3       | 5    | Oleksandr Zheltiakov   | Ucrânia                    | 53.90   |                  |
| 38        | 3       | 8    | Charles Hockin         | Paraguai                   | 54.22   |                  |
| 39        | 2       | 4    | I Gede Siman Sudartawa | Indonésia                  | 54.27   |                  |
| 40        | 3       | 1    | Tonnam Kanteemool      | Tailândia                  | 54.54   | Recorde nacional |
| 41        | 2       | 1    | Akalanka Peiris        | Sri Lanka                  | 54.83   |                  |
| 42        | 2       | 8    | Steven Aimable         | Senegal                    | 54.86   |                  |
| 43        | 3       | 0    | Ziyad Saleem           | Sudão                      | 54.99   |                  |
| 44        | 2       | 7    | Filippos Iakovidis     | Chipre                     | 55.00   | Recorde nacional |
| 45        | 3       | 3    | Maximillian Wilson     | Ilhas Virgens Americanas   | 55.42   |                  |
| 46        | 2       | 2    | Julio Pérez            | Costa Rica                 | 55.55   |                  |
| 47        | 2       | 9    | Felipe Jaramillo       | Equador                    | 56.28   |                  |
| 48        | 3       | 7    | Abdellah Ardjoune      | Argélia                    | 56.94   |                  |
| 49        | 2       | 0    | Ali Al-Zamil           | Kuwait                     | 57.58   |                  |
| 50        | 1       | 4    | Mekhayl Engel          | Curaçau                    | 57.98   |                  |
| 51        | 2       | 6    | Omar Al-Rowaila        | Bahrein                    | 58.30   |                  |
| 52        | 1       | 6    | Juhn Tenorio           | Marianas Setentrionais     | 58.85   |                  |
| 53        | 1       | 3    | Rashad Alguliyev       | Azerbaijão                 | 58.96   |                  |
| 54        | 1       | 2    | Juwel Ahmmed           | Bangladesh                 | 59.81   |                  |
| 55        | 1       | 5    | Ahmed Al-Marzooqi      | Emirados Árabes Unidos     | 1:02.99 |                  |
| 56        | 1       | 7    | Ali Imaan              | Maldivas                   | 1:03.02 |                  |

Desempate
O desempate para a final ocorreu dia 16 de dezembro.
| Posição | Raia | Nadador              | Nacionalidade | Tempo | Notas |
| ------- | ---- | -------------------- | ------------- | ----- | ----- |
| 1       | 5    | Yohann Ndoye Brouard | França        | 51.09 | Q     |
| 2       | 4    | Markus Lie           | Noruega       | 51.21 |       |

### Semifinal
A semifinal ocorreu dia 16 de dezembro.
| Colocação | Bateria | Raia | Nadador              | Nacionalidade              | Tempo | Notas            |
| --------- | ------- | ---- | -------------------- | -------------------------- | ----- | ---------------- |
| 1         | 1       | 3    | Kliment Kolesnikov   | Federação Russa de Natação | 49.57 | Q                |
| 1         | 2       | 5    | Shaine Casas         | Estados Unidos             | 49.57 | Q                |
| 3         | 2       | 6    | Apostolos Christou   | Grécia                     | 49.89 | Q                |
| 4         | 2       | 4    | Kacper Stokowski     | Polónia                    | 49.94 | Q                |
| 5         | 1       | 5    | Lorenzo Mora         | Itália                     | 49.99 | Q                |
| 6         | 1       | 4    | Guilherme Guido      | Brasil                     | 50.05 | Q                |
| 7         | 2       | 3    | Pavel Samusenko      | Federação Russa de Natação | 50.11 | Q                |
| 8         | 1       | 6    | Robert Glință        | Roménia                    | 50.21 | Q                |
| 9         | 2       | 7    | Thomas Ceccon        | Itália                     | 50.22 |                  |
| 10        | 2       | 2    | Christian Diener     | Alemanha                   | 50.30 |                  |
| 11        | 1       | 2    | Gabriel Fantoni      | Brasil                     | 50.34 |                  |
| 12        | 1       | 7    | Tomáš Franta         | Chéquia                    | 50.59 | Recorde nacional |
| 13        | 1       | 1    | Radosław Kawęcki     | Polónia                    | 50.88 |                  |
| 14        | 1       | 8    | Yohann Ndoye Brouard | França                     | 50.96 |                  |
| 15        | 2       | 1    | Armin Evert Lelle    | Estónia                    | 51.00 | Recorde nacional |
| 16        | 2       | 8    | Hugo González        | Espanha                    | 51.34 |                  |

### Final
A final foi realizada em 17 de dezembro.
| Colocação         | Raia | Nadador            | Nacionalidade              | Tempo | Notas |
| ----------------- | ---- | ------------------ | -------------------------- | ----- | ----- |
| Medalha de ouro   | 5    | Shaine Casas       | Estados Unidos             | 49.23 |       |
| Medalha de prata  | 4    | Kliment Kolesnikov | Federação Russa de Natação | 49.46 |       |
| Medalha de bronze | 8    | Robert Glință      | Roménia                    | 49.60 |       |
| 4                 | 1    | Pavel Samusenko    | Federação Russa de Natação | 49.65 |       |
| 5                 | 6    | Kacper Stokowski   | Polónia                    | 49.80 |       |
| 5                 | 7    | Guilherme Guido    | Brasil                     | 49.80 |       |
| 7                 | 3    | Apostolos Christou | Grécia                     | 49.91 |       |
| 8                 | 2    | Lorenzo Mora       | Itália                     | 49.93 |       |

Legenda
| Recorde mundial       | Recorde mundial (World record)               |                       | Recorde africano                      | Recorde africano (African) |                                           | Q | Classificado por posição (Qualified) |
| Recorde do campeonato | Recorde do campeonato (Championship record)  | Recorde da América    | Recorde da América (Americas)         | q                          | Classificado por melhor tempo (Qualified) |   |                                      |
| Melhor marca do ano   | Melhor marca do ano (World leading)          | Recorde asiático      | Recorde asiático (Asian)              | DNS                        | Não largou (Did not start)                |   |                                      |
| Recorde nacional      | Recorde nacional (National record)           | Recorde europeu       | Recorde europeu (European)            | DNF                        | Não terminou (Did not finish)             |   |                                      |
| Recorde pessoal       | Recorde pessoal do atleta (Personal best)    | Recorde da Oceania    | Recorde da Oceania (Oceania)          | DSQ / DQ                   | Desclassificado (Disqualified)            |   |                                      |
| Recorde da temporada  | Recorde da temporada do atleta (Season best) | Recorde sul-americano | Recorde sul-americano (South America) | NM                         | Sem marca (No mark)                       |   |                                      |